# Alberto Winkler
Alberto Winkler (* 14. Februar 1932 in Tschars; † 14. Juni 1981 in Mandello del Lario) war ein italienischer Ruderer.

## Werdegang
Alberto Winkler stammt aus einer einfachen Familie aus Südtirol. Nach Ableistung des Militärdienstes arbeitete er als Klempner bei Moto Guzzi in Mandello del Lario. Er vermählte sich mit Cleofe; aus dieser Ehe entstammt Sohn Ermes.
Physisch von robuster Statur, begann er als Ruderer im betriebseigenen Sportverein von Moto Guzzi. Schon zwei Jahre später, 1956, nahm ein Boot dieses Sportvereins bei der Europa-Meisterschaft in Bled in der Disziplin Vierer mit Steuermann teil: Franco Trincavelli und Romano Sgheiz außen, Alberto Winkler und Angelo Vanzin im Zentrum und Ivo Stefanoni als Steuermann. Sie gewannen Bronze. Im gleichen Jahr, am 27. November, gewann dasselbe Boot bei den Olympischen Spielen von Melbourne die Goldmedaille vor Schweden, Finnland und Australien.
Mit diesem Erfolg ist Alberto Winkler der erste Olympiasieger aus Südtirol, der nördlichsten, mehrheitlich von einer deutschsprachigen Minderheit besiedelten Provinz Italiens. Nach seiner sportlichen Karriere war Alberto Winkler als Unternehmer in Mandello del Lario tätig. Er starb am 14. Juni 1981; zur Erinnerung an seine Erfolge sind auf seinem Grab die fünf olympischen Ringe angebracht.

## Erfolge

### Olympische Spiele
- 1956 Melbourne: Gold im Vierer mit Steuermann

### Europameisterschaften
- 1956 Bled: Bronze im Vierer mit Steuermann
- 1957 Duisburg: Gold im Achter
- 1958 Poznań: Gold im Achter

### Italienische Meisterschaften
- 1954: Gold im Vierer ohne Steuermann
- 1956: Gold im Vierer mit Steuermann